# Нічний експрес (поїзд Київ — Запоріжжя)
Нічний експрес — поїзд АТ «Укрзалізниці» № 38/37 сполученням Київ — Запоріжжя. Протяжність маршруту поїзда складає — 658 км. На поїзд є можливість придбати електронні проїзні документи.

## Історія
Новий залізничний напрямок від Запоріжжя до Києва було відкрито 6 серпня 2015 року. Саме в цей день вперше відправився поїзд з вокзалу Запоріжжя I 12-тивагонним складом під № 52/51. Згідно розкладу на той час, поїзд відправлявся до столиці по парних числах о 21:45, а до Києва прибував наступного дня о 07:15. Вартість квитків у плацкарті складала близько 170,00 ₴, купе — 280,00 ₴, СВ — 560,00 ₴.
Влітку 2016 року маршрут руху поїзда вперше було подовжено до станції Новоолексіївка.
З 24 вересня 2016 року «Укрзалізниця» призначила поїзд категорії «нічний експрес» № 52/51 сполученням Київ — Запоріжжя, який курсував через день. Станом на листопад 2016 року вартість квитків на «Нічний експрес» становила, в залежності від дня тижня, в сидячому вагоні 1-го класу від 260,00 ₴, купе та СВ від 470,00 ₴ (наразі плацкартні вагони в даному потязі відсутні).
З 26 березня 2017 року поїзд припинив курсування. Замість нього призначений новий «нічний експрес» № 104/103 сполученням Київ — Маріуполь, який від Запоріжжя до Києва прямував маршрутом колишнього поїзда № 52/51.
11 листопада 2017 року з Києва до Запоріжжя у перший рейс вирушив поїзд, який сформований повністю з нових вагонів-трансформерів українського виробника «Крюківський вагонобудівний завод» о 21:10 та прибув до Запоріжжя наступного дня о 06:32. Під час рейсу були передбачені зупинки на станціях Расава (21:59), Кам'янське-Пасажирське (04:40), Дніпро-Головний (04:40). Із Запоріжжя натомість вирушив поїзд № 738 вже як «Інтерсіті» 12 листопада 2017 року о 08:21 та прибув до столиці о 16:33. Зупинявся лише на станціях Дніпро-Головний та Кагарлик (15:27). Вартість квитка у вагоні 1-го класу складала 616,27 ₴, 2-го класу — 306,73 ₴.
31 березня 2019 року у щоденному курсуванні призначений  поїзд № 738/737—38/37 сполученням Київ — Запоріжжя — Київ у складі 4-х купейних вагонів та 4-х вагонів-трансформерів. Пасажири мають можливість вибирати зручний для себе спосіб поїздки: подорожувати на місцях для сидіння або придбати квиток у купейний вагон. Графік руху вищезгаданих поїздів майже дублював розклад руху колишнього швидкісного поїзда «Інтерсіті+» № 736/735 сполученням Київ — Запоріжжя, через що цей поїзд був скасований.
Поїзд-трансформер складався як з вагонів зі спальними місцями, так і з вагонів з місцями для сидіння. Перевагами нового поїзда є більш висока швидкість руху, комфортність та збільшення кількості місць.
14 січня 2021 року новий вагон 61-7034 відправився у перший рейс з цим поїздом.
20 березня 2021 року трапився неприємний інцидент з пасажирами поїзда «Інтерсіті» № 737, у яких на цей день були проїзні документи з Дніпра до Києва з відправленням о 10:00. Згідно зміненого графіку руху, поїзд повинен був відправитися о 10:00, а за фактом поїзд вирушив о 09:53. Варто відзначити, що якщо звіриться з графіком руху, то у поїзда на станції Дніпро-Головний передбачена зупинка лише 5 хвилин на висадку та посадку пасажирів і мав в цей день прибути із Запоріжжя о 09:55 у Дніпро, а о 10:00 вирушити на Київ. В результаті вранці поїзд вирушив за звичайним графіком о 09:53 зі станції Дніпро-Головний, ніж він повинен бути відправленим, а пасажири не встигли здійснити посадку і залишилися на пероні станції.
22 липня 2021 року «Укрзалізниця» завершила капітально-відновлювальний ремонт з продовженням терміну експлуатації 7 пасажирських вагонів. Усі ремонтні роботи виконано на власних потужностях виробничих підрозділів Укрзалізниці у Бахмачі та Каховці. З 27 липня 2021 року оновлені вагони почали експлуатуватися в складі пасажирського поїзда «Інтерсіті» № 738/737, що курсує маршрутом Київ — Запоріжжя. Вагони-трансформери обладнані сучасними системами відеоспостереження, кондиціонування повітря, регулювання температури окремо в кожному купе, кнопкою виклику провідника та індикатором зайнятості вбиральні, а також інформаційними моніторами всередині купе, які показують температуру, швидкість потяга, дату, час та інше. У кожному купе є дві розетки з USB-портами. Крім цього, змін зазнали вбиральні: тепер у вагонах встановлені вакуумні туалети, велике дзеркало та оновлена система подачі води.
З 25 липня 2025 року «Укрзалізниця» в поїзді призначила вагон з жіночими  купе.

## Інформація про курсування
Поїзд курсує цілий рік, щоденно, з Києва як «нічний експрес», із Запоріжжя — категорії «Інтерсіті».
На маршруті руху з Києва поїзд зупиняється на станціях Кам'янське-Пасажирське, Дніпро-Головний, від Запоріжжя — на станціях Дніпро-Головний, Кам'янське-Пасажирське, Олександрія. В обох напрямках поїзд здійснює технічну зупинку на станції стикування П'ятихатки-Стикова, де відбувається зміна локомотивів різних родів струму.
| Розклад руху поїзда «Нічний експрес» на 2020/2021 рр. (з 13.12.2020) | Розклад руху поїзда «Нічний експрес» на 2020/2021 рр. (з 13.12.2020) | Розклад руху поїзда «Нічний експрес» на 2020/2021 рр. (з 13.12.2020) | Розклад руху поїзда «Нічний експрес» на 2020/2021 рр. (з 13.12.2020) | Розклад руху поїзда «Нічний експрес» на 2020/2021 рр. (з 13.12.2020) |
| Час прибуття                                                         | Час відправлення                                                     | Станція                                                              | Час прибуття                                                         | Час відправлення                                                     |
| -------------------------------------------------------------------- | -------------------------------------------------------------------- | -------------------------------------------------------------------- | -------------------------------------------------------------------- | -------------------------------------------------------------------- |
| —                                                                    | 21:07                                                                | Київ-Пасажирський                                                    | 06:09                                                                | —                                                                    |
| 06:37                                                                | —                                                                    | Запоріжжя I                                                          | —                                                                    | 21:38                                                                |
| Розклад руху поїзда «Інтерсіті» на 2020/2021 рр. (з 13.12.2020)      |                                                                      |                                                                      |                                                                      |                                                                      |
| —                                                                    | 11:50                                                                | Київ-Пасажирський                                                    | 16:35                                                                | —                                                                    |
| 20:48                                                                | —                                                                    | Запоріжжя I                                                          | —                                                                    | 08:16                                                                |

Нумерація вагонів при відправленні з Києва — зі східної сторони вокзалу, від Запоріжжя — з південної сторони вокзалу. По прибутті на станцію Запоріжжя I та при відправленні поїзда до столиці України на вокзалі лунає музичний супровід — «Запорозький марш».

## Склад поїзда

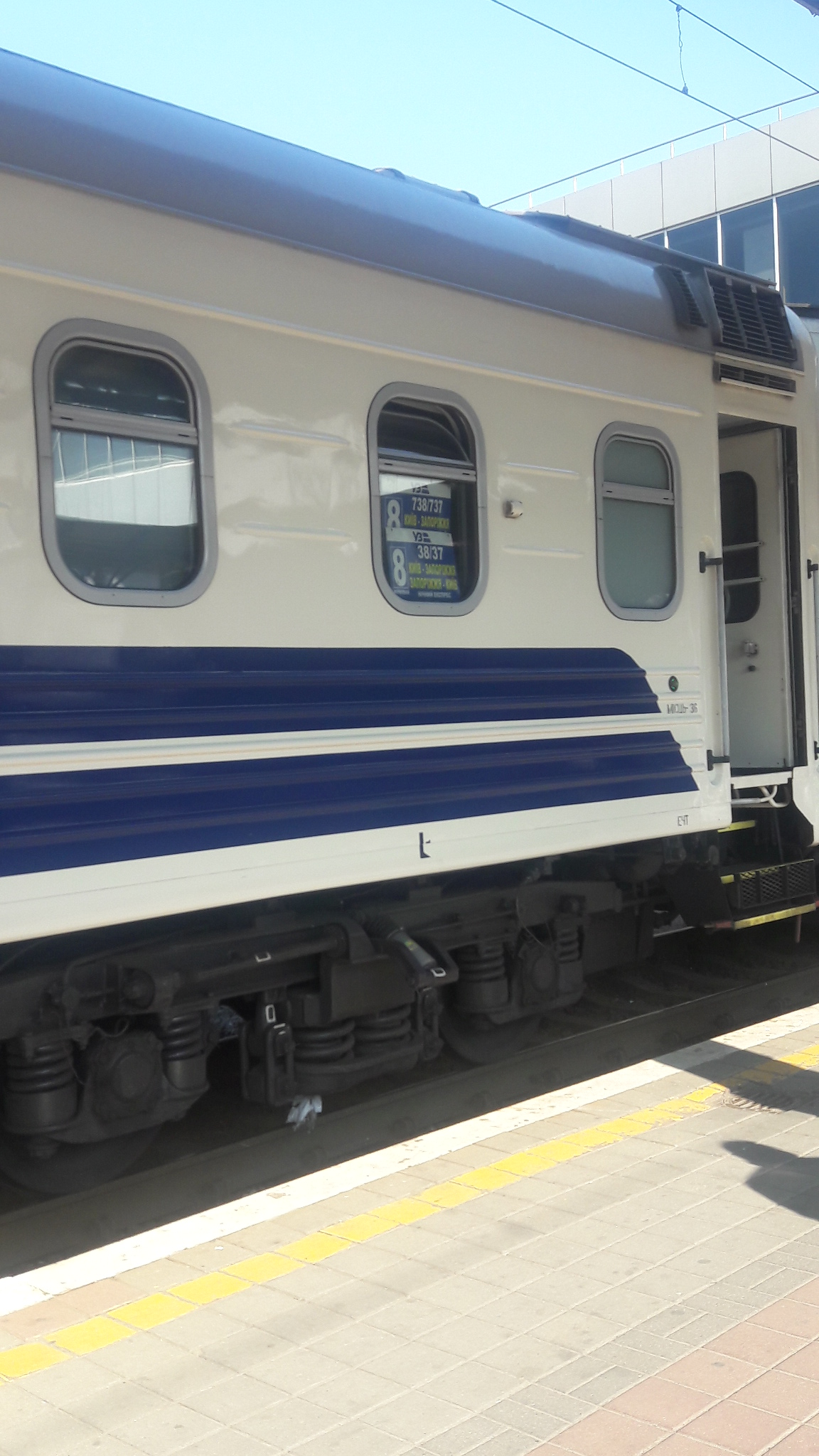
Вагон поїзда з новою лівреєю на станції Київ-Пасажирський

В обігу перебуває два склади поїзда формування вагонного депо (ВЧ-1) Київ-Пасажирський філії «Пасажирська компанія» ПАТ «Укрзалізниця». У 2021 році вагони поїзда оновлені та модернізовані.
«нічний експрес» складається з 10 вагонів:
- 1 комбінований вагон для сидіння (№ 1)[15];
- 8 купейних (№ 2—3, 5—9)[16]
- 2 вагон класу «Люкс» (№ 4, 10)[17][18].

У кожному вагоні виробництва Крюківського вагонобудівного заводу є біжучий рядок, з якого є можливість дізнатися поточний час, дату, напрямок руху, ознайомитися з рекламою.
У вагонах поїзда є інформація для пасажирів: розклади руху та обходу начальника поїзда.
Над кожними вхідними дверима купе розташований «пульт пасажира» виробництва харківського заводу «Хартрон», за допомогою якого можна виконувати такі функції:
- вмикати/вимикати світло: сильний (дві лампи), середній (одна лампа), слабкий (чергове освітлення);
- викликати провідника, не виходячи з купе;
- ставити двері на сигналізацію;
- звичайно, завжди актуально заздалегідь знати, зайнятий туалет чи ні.

У кожному купе в наявності розетка для підзарядки мобільних телефонів, ноутбуків та іншої портативної техніки. У вагонах поїзда встановлені кондиціонери в режимі «клімат-контролю».
Туалети в вагонах крюківського вагонобудівного заводу вакуумні, якими можна скористатися весь час і навіть під час стоянок на станціях теж.
Поїзд курсував з 24 вересня 2016 по 25 березня 2017 роки через день (з Києва — лютий, березень, червень, липень, вересень, жовтень 2017 по непарних числах; січень, квітень, травень, серпень, листопад 2017 року — по парних, від Новоолексіївки — по парним числам у лютому, березні, червні, липні, вересні, жовтні 2017; січень, квітень, травень, серпень, листопад 2017 — по непарних).
На маршруті зупинявся на 7 проміжних станціях, в т. ч. на станції стикування П'ятихатки-Стикова.
У зв'язку зі зміною напрямку з парного на непарний, в дорозі на маршруті руху від станції Синельникове I до станції Київ-Пасажирський змінювалася нумерація поїзда. Це вказувалося і у проїзному документі. Від Запоріжжя поїзд відправлявся під № 52П, з Києва — під № 52К, прибував до Запоріжжя під № 51.
До 11 грудня 2016 року, при прямуванні з Києва, поїзд зупинявся на Південному вокзалі міста Дніпро, у зворотному напрямку із Запоріжжя прямував вже через станцію Дніпро-Головний. З 11 грудня 2016 року поїзд прямував в обидва напрямки через станцію Дніпро-Головний. Наразі це була єдина тривала тарифна зупинка на всьому маршруті руху.
Графіком поїзда «Нічний експрес» лише у напрямку Києва, через день, з 11 грудня 2016 року курсував поїзд № 104/103 сполученням Маріуполь — Київ.
| Розклад руху поїзда № 52/51 «Київ — Запоріжжя» (2017) | Розклад руху поїзда № 52/51 «Київ — Запоріжжя» (2017) | Розклад руху поїзда № 52/51 «Київ — Запоріжжя» (2017) | Розклад руху поїзда № 52/51 «Київ — Запоріжжя» (2017) | Розклад руху поїзда № 52/51 «Київ — Запоріжжя» (2017) |
| Час прибуття                                          | Час відправлення                                      | Станції                                               | Час прибуття                                          | Час відправлення                                      |
| ----------------------------------------------------- | ----------------------------------------------------- | ----------------------------------------------------- | ----------------------------------------------------- | ----------------------------------------------------- |
| —                                                     | 23:44                                                 | Київ-Пасажирський                                     | 07:17                                                 | —                                                     |
| 09:00                                                 | —                                                     | Запоріжжя I                                           | —                                                     | 21:57                                                 |

У 2017 році, під час курортного сезону, маршрут поїзда подовжувався до станції Новоолексіївка.
Протяжність маршруту до станції Новоолексіївка складала — 862 км. 
| Розклад руху поїзда № 52/51 «Київ — Новоолексіївка» (2017) | Розклад руху поїзда № 52/51 «Київ — Новоолексіївка» (2017) | Розклад руху поїзда № 52/51 «Київ — Новоолексіївка» (2017) | Розклад руху поїзда № 52/51 «Київ — Новоолексіївка» (2017) | Розклад руху поїзда № 52/51 «Київ — Новоолексіївка» (2017) |
| Час прибуття                                               | Час відправлення                                           | Станції                                                    | Час прибуття                                               | Час відправлення                                           |
| ---------------------------------------------------------- | ---------------------------------------------------------- | ---------------------------------------------------------- | ---------------------------------------------------------- | ---------------------------------------------------------- |
| —                                                          | 23:44                                                      | Київ-Пасажирський                                          | 07:17                                                      | —                                                          |
| 08:54                                                      | 08:59                                                      | Запоріжжя I                                                | 21:57                                                      | 21:52                                                      |
| 11:43                                                      | —                                                          | Новоолексіївка                                             | —                                                          | 19:00                                                      |